# Bröderna Lejonhjärta
Bröderna Lejonhjärta är en fantasy-äventyrsroman av Astrid Lindgren som publicerades hösten 1973. I likhet med flera av Lindgrens andra böcker behandlar boken, för barnlitteraturgenren, ovanligt mörka teman, som sjukdom, död, självmord, tyranni, förräderi och förtryck som kräver uppror. Framträdande är också ljusa och varma teman, som syskonkärlek, lojalitet, hopp, mod och ickevåld.
Berättelsen handlar om bröderna Jonatan och Karl Lejonhjärta. Ursprungligen hette bröderna Lejon, men efter att de avlidit kommer de till Nangijala, ett land bortom stjärnorna där de får sitt nya efternamn. I Nangijala upplever bröderna äventyr och tillsammans med andra motståndskämpar för de kampen mot den ondskefulle Tengils förtryck och draken Katla. Boken är illustrerad av Ilon Wikland och senare Jesper Waldersten. Den är översatt till ett femtiotal språk och filmatiserades 1977 i Sverige.
Romanen är dubbelbottnad och möjliggör tolkning både som saga med ett religiöst symbolspråk och som realistisk berättelse, där alla övernaturliga händelser – förutom bokens slutord – utspelar sig i den döende Karls feber- eller dagdrömmar.

## Handling

### Jonatans och Skorpans död
Nioårige Karl Lejon kallas Skorpan eftersom hans storebror Jonatan tycker om skorpor. Karl har tuberkulos och har fått veta att han skall dö. Hans avgudade storebror, trettonårige Jonatan, lugnar honom och berättar om livet efter döden. Då hamnar alla människor i ett land på andra sidan stjärnorna, Nangijala, och "där är det ännu lägereldarnas och sagornas tid". Jonatan försäkrar att tiden är annorlunda så 90 år kommer bara att kännas som några få dagar: "Två dagar kan du väl stå ut ensam." En brand utbryter dock i huset, och Jonatan tar sin lillebror på ryggen och hoppar ut genom fönstret. Vid hoppet skadar sig Jonatan så allvarligt att han dör. Det sista han säger till sin lillebror är "Gråt inte, Skorpan, vi ses i Nangijala!". När en vit duva en kväll landar på fönsterbrädan tolkar Karl det som en bekräftelse.
Karl dör två månader efter branden. Rätt som det är står han utanför en liten stuga. Han är frisk och springer ned till ån där hans bror sitter och metar. Jonatan berättar att de skall bo tillsammans i Ryttargården i Körsbärsdalen. De har varsin häst, Grim och Fjalar. Karl får möta Sofia, vars rosenträdgård Jonatan sköter om. På andra sidan bergen ligger Törnrosdalen och den har ockuperats av den onde envåldshärskaren Tengil som har kommit ned från landet Karmanjaka med sina män och byggt en mur runt dalen, vars invånare hålls i slaveri. Tengil är till synes oövervinnerlig eftersom han har Katla. Vem Katla är vill Jonatan inte berätta. "Katla vill jag inte tala om, för då sover du inte i natt." Folket i Körsbärsdalen, ledda av Sofia, hjälper motståndsrörelsen i Törnrosdalen men det finns en förrädare i Körsbärsdalen som hjälper Tengil. Karl misstänker snabbt den buttre och vresige jägaren Hubert. Sofias vita duvor flyger med hemliga budskap mellan dalarna men Sofia har hittat flera duvor skjutna med pil.

### Jossis förräderi och byggnation av en underjordisk gång
Jonatan måste bege sig till Törnrosdalen där motståndsledaren Orvar har gripits och sitter fängslad i Katlagrottan. Karl står ut med ensamheten i några dagar innan även han ger sig upp i bergen för att komma till Törnrosdalen. När han en natt gömmer sig i en grotta stannar två av Tengils män utanför för att träffa förrädaren. Det är dock inte Hubert utan den glade värdshusvärden Jossi som har förrått sina vänner för att kunna bli ledare när Tengil en dag har ockuperat Körsbärsdalen. På morgonen upptäcks Karl av de två soldaterna. Karl har sagt till dem att han bor hos sin farfar i Törnrosdalen och soldaterna kräver att han visar dem sitt hus och sin farfar. Framme i Törnrosdalen kastar sig Karl i famnen på en gammal man vid namn Mattias och soldaterna låter nöja sig. Mattias är också motståndare till Tengil och inne i hans hus ligger Jonatan och sover. Mattias hus ligger precis vid den höga muren där Tengilsmännen håller vakt. Jonatan håller på att gräva en underjordisk gång från huset, under den höga muren och som slutar i skogen på andra sidan. När Tengil själv kommer till Törnrosdalen befaller han alla att samlas på torget. Han ska där välja ut vilka som skall föras till Karmanjaka för att bära sten åt den ointagliga fästningen som han håller på att bygga. 
Snart är den underjordiska gången färdig, och Jonatan och Karl lyckas smita från dalen. När de senare slår läger vid Karmafallet får Karl för första gången se Katla, den eldsprutande drake som Tengil använder för att terrorisera folket. Med hjälp av en lur kan Tengil få Katla att lyda hans minsta vink. Ingången till Katlagrottan vaktas av Tengils soldater men Jonatan hittar en andra ingång. Långt inne i berget kommer de fram till Katlagrottan där Orvar hålls fången. De lyckas släppa ut Orvar men flykten upptäcks mycket snabbt. I full fart rider de tillbaka men de efterföljande soldaterna tar in på Karl och Jonatan som båda rider på Grim. Karl slänger sig av hästen och gömmer sig i diket, så att Jonatan och Orvar skall kunna komma undan.

### Folkresning, Katlas död och Nangilima
När allt är lugnt vandrar Karl vidare till platsen där de badade och gömmer sig i ett träd. I skymningen kommer Sofia, Hubert och förrädaren Jossi dit. När han berättar att Jossi är en förrädare, blir Sofia först arg för att Karl anklagar någon som hon litar på, men sedan tvingar hon skjortan av Jossi och ser Katlamärket. Jossi kastar sig i en roddbåt nere vid vattnet. Strömmen är dock alldeles för stark och den för honom mot en säker död i Karmafallet.
En folkresning mot Tengil och hans män skall därefter äga rum. Portarna erövras men Tengil kommer dit med Katla. Jonatan lyckas dock rycka luren ur händerna på Tengil som därefter dödas av Katla tillsammans med resten av sina män. Efter att kampen är vunnen, ber Orvar Jonatan att föra Katla tillbaka till Karmanjaka. När Jonatan och Karl ska rida över hängbron, blir hästen Grim skrämd och Jonatan tappar luren i floden. De gömmer sig högt uppe på en klippa, och Jonatan knuffar ned ett stort stenblock på Katla. Katla ramlar baklänges ned i floden där det blir en strid mellan Katla och lindormen Karm, och de dödar varandra slutligen.
Jonatan och Karl slår läger vid samma klippa vid Karmafallet där de stannade första gången som de färdades till Karmanjaka. Jonatan berättar att Katlas eld har bränt honom och att han nu kommer att bli förlamad. Jonatan vill helst dö, men berättar om vad som händer då: om landet Nangilima där det endast finns glada äventyr. Karl vill inte skiljas från sin bror, utan bär honom på ryggen fram till ett stup och hoppar sedan: "Å, Nangilima! Ja, Jonatan, ja, jag ser ljuset! Jag ser ljuset!".

## Persongalleri

### Karl
Karl är 9 år, och kallas Skorpan av sin storebror Jonatan. När boken börjar är han dödligt sjuk i TBC.
Karl är rädd men inspirerad av sin bror lyckas han övervinna rädslan, när han lämnar Körsbärsdalen för att leta efter sin bror, när han hoppar av hästen när de jagas av Tengils män och när de hoppar mot Nangilima. Det sista dödshoppet visar att han upprepar Jonatans hjältedåd i början av boken och blivit en Lejonhjärta på riktigt, menar litteraturvetaren Vivi Edström.
I filmatiseringen gestaltades Skorpan av Lars Söderdahl.

### Jonatan
13-årige Jonatan ser ut som en sagoprins och redan i första kapitlet utför han ett hjältedåd: han räddar sin lillebror men dör själv. Han tröstar och han ger vård. I Nangijala tar han hand om Karl och berättar endast långsamt om Tengil och den kamp som förs. Hans pliktkänsla gör att han en dag måste lämna sin bror och förklarar att det ibland finns saker alla människor måste göra, annars är de bara "en liten lort".
Jonatan är en hjälte men ingen motståndsledare, på grund av sin pacifism. Vid färden mot Karmanjaka räddar han en av Tengils soldater från att föras bort av den kraftiga strömmen, trots att han, som är efterspanad, riskerar att gripas. Dagen före det stora upproret förklarar han för Orvar att han inte kan döda, inte ens för att rädda sitt eget liv. "Det finns saker man måste göra, annars är man bara en liten lort", säger han.
I filmatiseringen gestaltades Jonatan av Staffan Götestam.

### Sofia
Sofia bor i Tulipagården nära de höga bergen. Där har hon ett duvslag med massor av vita brevduvor, sina bikupor och sina getter. Hon har en stor blomsterträdgård som Jonatan arbetar i. Med hjälp av sina duvor kan hon skicka och ta emot meddelanden från Törnrosdalen (att sända samma duvor i båda riktningarna mellan två platser är en konst som utvecklades på 1800-talet). Sofia är också den i Körsbärsdalen som leder den hemliga kampen mot Tengils förtryck. Tengil vet om vad hon sysslar med och har utlyst en belöning på 15 vita hästar till den som kan fånga henne.
I filmatiseringen gestaltades Sofia av Gunn Wållgren.

### Orvar
Orvar är ledare för kampen i Törnrosdalen mot Tengils tyranni. Dock blir han tidigt i historien fångad av Tengils män efter att förrädaren Jossi avslöjat hans gömställe. Orvar förs till Karmanjaka, Tengils land, där han får sitta fånge i Katlagrottan tills han ska bli matad till Tengils drake Katla. Utan Orvar är Törnrosdalen dömd att förbli i Tengils våld utan möjlighet till frihet.
Att befria Orvar blir ett av bröderna Lejonhjärtas huvuduppdrag i historien vilket de lyckas med genom att ta sig igenom en hemlig ingång till Katlagrottan som Katla använde då hon tog sig ut. De för Orvar i säkerhet i Törnrosdalen där han fortsätter leda kampen.
I filmatiseringen gestaltades Orvar av Per Oscarsson.

### Jossi
Jossi är värdshusvärd på Guldtuppen i Körsbärsdalen. När Karl möter honom första gången blir han upplyft på ett bord och Jossi förklarar att de två ska bli riktigt goda vänner. Nästa gång ger Jossi honom kakor som tröst när Jonatan är borta. Chocken blir därför desto större för Karl när han får veta att det är Jossi som är förrädaren, hur han hoppas att Jonatan snart ska gripas och hans önskan att Tengil ska göra honom till ledare i Körsbärsdalen när den har erövrats. Två av Tengils soldater, Veder och Kader, bränner in Katlamärket på Jossis bröst med ett brännjärn för att det ska synas vem han egentligen är lojal emot.
Enligt Tengilssoldaten Veder lär Jossi bli en godbit för Katla när Körsbärsdalen erövrats. Detta tyder på att Tengil inte tänker hålla sitt löfte till Jossi att göra honom till Körbärsdalens ledare utan bara utnyttjar honom. 
När Karl återförenas med Jonathan i Törnrosdalen avslöjar han Jossis förräderi vilket Jonathan skriver i ett budskap till Sofia som skickas iväg med duvan Bianca. Dessvärre kommer budskapet aldrig fram eftersom Bianca skjuts ner på vägen. 
Nästa gång Jossi dyker upp är han med Sofia och Hubert där de återförenas med Karl nära Karmanjaka. Karl får då veta att Sofia aldrig fått budskapet och inser att Jossi tänker leda henne och Hubert i en fälla. Karl försöker säga att Jossi är förrädaren, men Sofia tror inte på det eftersom hon litar på Jossi som hon alltid gjort. Men när Karl säger åt Jossi att visa Katlamärket på hans bröst som han fick inbränt natten då Karl bevittnade Jossis förräderi blir också Sofia och Hubert misstänksamma då det verkar som att Jossi försöker dölja något och Sofia sliter upp hans skjorta och ser Katlamärket. Sofia, som nu inser att Karl har rätt, förbannar Jossi för vad han gjort. Jossi försöker då fly i en roddbåt, men strömmen i floden är alltför stark för den lilla båten och gör att Jossi blir kastad överbord och drunknar.
I filmatiseringen gestaltades Jossi av Folke Hjort.

### Hubert
Hubert är jägare och den bäste bågskytten i Körsbärsdalen. Han har lockigt rött hår och borstigt rött skägg. Han verkar arg och ställer konstiga frågor, vilket Skorpan tycker är misstänkt. Skorpan upptäcker Hubert ute i stallet där han har gömt hemliga meddelanden från Törnrosdalen. Att han tycker om vita hästar ser Skorpan som en bekräftelse på att han är förrädaren. Därför blir förvåningen desto större över att det är den jovialiske Jossi som är det, vilket lär Skorpan att inte döma hunden efter håren. Nästa gång Karl möter Hubert ber han honom om förlåtelse vilket Hubert godtar. 
Dessvärre överlever inte Hubert slutstriden mot Tengil utan dödas av Katla. Det avslöjas dock aldrig vad som hände med Hubert efter hans död.
I filmatiseringen gestaltades Hubert av Tommy Johnson.

### Mattias
Mattias blir Karls farfar när Tengils soldater eskorterar honom till Törnrosdalen. Karl måste snabbt hitta en passande farfar när han får se Mattias sitta och mata duvor, däribland Sofias duva Bianca. Han bor i ett litet vitt hus precis vid den mur Tengil låtit uppföra runt dalen. Mattias, som till en början blir förvånad, hjälper mer än gärna Karl och låtsas bli sträng. När soldaterna till slut ger sig av, tröstar han Karl som börjar gråta. Han accepterar Karls önskan att kalla honom Skorpan, trots att han blir lite fundersam. Inne i köket finns en skänk  och där bakom finns ett hemligt rum där Jonatan gömmer sig. Mattias har blivit ledare för motståndet mot Tengil i Törnrosdalen efter att Orvar gripits och det är till honom Sofias vita duvor flyger med hemliga meddelanden. De gräver en hemlig gång under marken som slutar på andra sidan av muren vilken Karl använder för att komma ut ur dalen medan Jonathan tar sig ut förklädd som Tengilsoldat med deras hästar Grim och Fjalar. 
Mattias dödas i slutstriden mot Tengil och kommer till Nangilima där han senare återförenas med Karl och Jonathan efter att de själva dör. 
I filmatiseringen gestaltades Mattias av Allan Edwall.

### Katla
Katla är en drakhona från tidernas begynnelse, lika grym som Tengil själv. Hennes eld dödar eller förlamar den som träffas och hennes fjäll är så hårda att inga vapen biter på henne. Hon kan endast besegras genom svält. I tusentals år hade hon sovit i Katlagrottan. Hon vaknade en morgon och fann vägen till grottan stängd av en stor kopparport då Tengil börjat använda grottan som fängelse utan att veta att Katla sov där inne. Katla var dock så mager och uthungrad efter sin långa sömn att hon kunde ta sig ut genom en annan mindre ingång till grottan som Tengil inte kände till. En hemsk morgon anföll hon Tengils borg. Men hennes anfall avbröts när Tengil blåste i sin stridslur för att kalla soldater till hjälp, och nu lyder Katla den som har luren eftersom hon är rädd för ljudet luren gör när man blåser i den. Tengil håller henne bunden i en grotta nära Karmafallet med en kedja av guld. Där spanar hon över vattenytan efter lindormen Karm, som hon hatar. Katla är ett fornnordiskt kvinnonamn och betyder "Kitteln" eller "Kokaren". Det är även namnet på en vulkan på Island.
Inför inspelningen av filmen Bröderna Lejonhjärta (1977) tillverkades en modell av Katla vid Pinewood Studios utanför London. Inuti modellen, fyra meter hög och åtta meter lång, rymdes tre personer: en vid varje framben samt en person vid ett litet manöverbord. Den kunde blinka, spruta eld och smälla med svansen. Modellen kostade 100 000 svenska kronor (vilket motsvarar 450 000 kronor i 2019 års penningvärde). Regissören Olle Hellboms dotter, Tove Hellbom, tyckte först inte att modellen var skräckinjagande nog utan såg till att den smutsades ned. Bröderna Lejonhjärta blev det mekaniska filmmonstrets enda roll. 2004 fanns modellen i ett rekvisitaförråd hos bolaget Filmdekor i "Trollywood".

### Karm
Karm är en stor grön lindorm som lever i Karmafallet som gränsar mellan Nangijala och Karmanjaka. Karm är likt draken Katla uppstigen från urtiden och är även dennes dödsfiende vilket gör att Katla ofta står och spanar efter honom i Karmafallet när hon står bunden och vaktar vägen in i Karmanjaka. Karm beskrivs vara lika lång som floden är bred, men då ingen någonsin sett honom tror alla att han bara är en saga och inte finns.
Först i slutet av boken efter Tengils död visar sig Karm för första och enda gången inför andras ögon då Katla faller ner i floden efter att Jonathan Lejonhjärta välter ner ett stort stenblock över henne. Så fort ormen ser draken komma upp till ytan ute i floden kastar han sig över henne och slingrar sig runt henne vilket slutar med en brutal strid där de två vidundren dödar varandra med otaliga hugg och bett.  

### Tengil

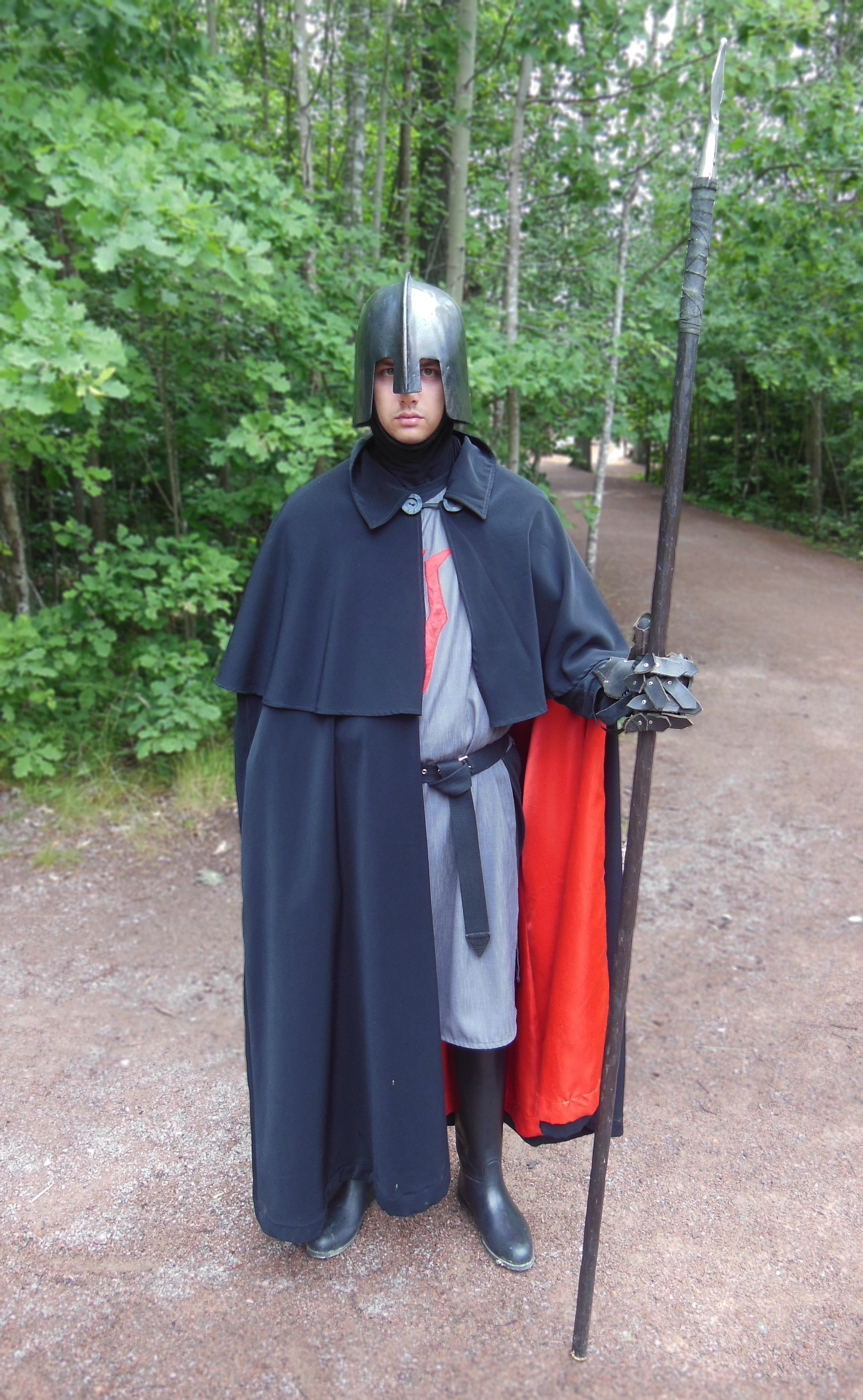
En av Tengils soldater på Astrid Lindgrens värld i Vimmerby, 2014.

Tengil bär titeln "Riddare av Karmanjaka, Herre över Törnrosdalen". Han har erövrat Törnrosdalen och förslavat dess invånare med hjälp av sin eldsprutande drake Katla. Tengil styr dalen med järnhand från sitt fäste i Karmanjaka.
Första gången Tengil gör ett kroppsligt framträdande i sagan är när han kommer inridande i Törnrosdalen på sin svarta hingst för att sätta skräck i invånarna och för att hämta fler slavar till Karmanjaka. Han beskrivs vara klädd i blodröd dräkt och ha en hjälmbuske på sin svarta hjälm som är lika röd. Väl på torget tar han plats med sin rådsman Pjuke vid sin sida. Pjuke klargör för folket att Tengil är missnöjd med folket i dalen då de arbetar för dåligt och skyddar Tengils fiender. Efter meddelandet att den som fångar Lejonhjärta åt Tengil får fler vita hästar i belöning än den som fångar rebelledaren Sofia i Körsbärsdalen börjar Tengil peka ut vilka av de män i Törnrosdalen som ska föras till Karmanjaka där de ska slava med att bygga Tengils nya fästning. Ingen av dem ska komma levande tillbaka utan får slava tills de stupar för att sen bli matade till Katla. När en av dem som Tengil pekar ut skriker åt Tengil att en gång ska även han dö och spottar åt honom låter Tengil avrätta denne ögonblickligen. Tengil beger sig därefter åter över floden till Karmanjaka och han ställer till med fest för sina soldater med stora kar fulla med öl och grisar som grillas hela på spett.    
I berättelsens slutskede, i striden mellan Tengils soldater och Törnrosdalens folk, förefaller Tengils styrkor att vara besegrade. Plötsligt dyker dock Tengil upp med Katla, och läget ser ut att vändas till Tengils fördel. Jonatan går i envig mot Tengil, som förlorar och blir dödad av Katla efter att Jonathan tar över den stridslur Tengil kontrollerar draken med. Hans namn är hämtat från det fornsvenska namnet Thængil som har sitt ursprung i det fornnordiska namnet Þengill ’herre’. Tengil ska enligt Astrid Lindgren kommit till Lokrume efter sin död och ingen annanstans. 
I filmatiseringen gestaltades Tengil av Georg Årlin.

### Veder och Kader
Veder och Kader är Tengils bäst kända soldater och de första av Tengils män som nämns vid namn. De båda dyker upp första gången då de möter förrädaren Jossi uppe i bergen för att ta emot information från honom och göra upp planer för att fånga Sofia utan att veta att Karl Lejonhjärta spionerar på dem inifrån en grotta där de har föst in sina hästar. De bränner in Tengils symbol Katlamärket på Jossis bröst så man ska veta vem Jossi egentligen är lojal emot om Tengils kunskapare i hemlighet skulle komma till Körsbärsdalen utan att veta vem Jossi är.
De nämns båda i slutstriden mot Tengil där Veder blir dräpt av Sofia och Kader dräpt av Orvar. 
I filmatiseringen gestaltades Veder och Kader av Jan Nygren och Micha Gabay.

### Tjocka Dodik
Chef för Tengils murvakter i Törnrosdalen var Tjocka Dodik. Han dräps i slutstriden om Törnrosdalen.

### Pjuke
Pjuke är Tengils rådsman och andraledare. Han som tar plats intill Tengil på torget i Törnrosdalen på sin vita häst där han klargör för folket att Tengil är missnöjd med dem då de arbetar dåligt och skyddar Tengils fiende Jonatan Lejonhjärta.
I filmatiseringen gestaltades Pjuke av Bertil Norström.

## Platser

### Nangijala

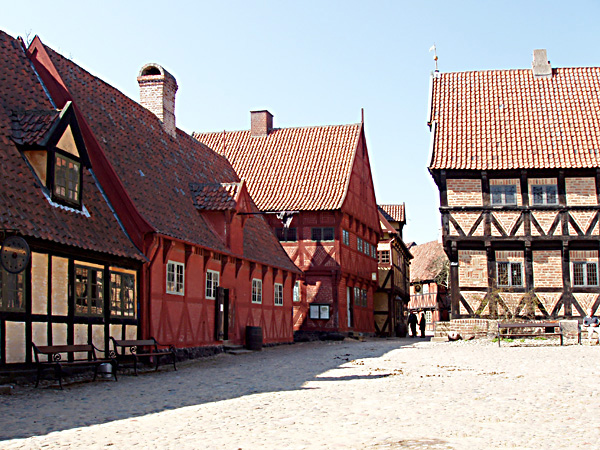
Den gamle by i Århus fick föreställa staden i Törnrosdalen när boken filmatiserades

För att lindra Skorpans dödsångest berättar hans bror för honom om livet efter döden, då människorna hamnar i Nangijala, "på andra sidan stjärnorna". Nangijala är ett land som ännu befinner sig i "lägereldarnas och sagornas tid". 
Två områden i Nangijala omnämns: Körsbärsdalen och Törnrosdalen.
Körsbärsdalen är ett paradis som har allt som en 10-åring kan önska sig: fisk att meta, egna kaniner och en egen häst. Där kan Skorpan göra allt det han inte kunde förut, springa, simma och rida galopp. Människorna i Körsbärsdalen lever i en bytesekonomi där allt är gratis och de hjälper varandra vid behov: Jonatan är trädgårdsdräng åt Sofia som i sin tur förser pojkarna med mat. Skorpans inträde i detta samhälle symboliseras av att han måste byta till kläder av ett mer medeltida snitt.
På andra sidan bergen ligger Törnrosdalen, som Tengil och hans män ockuperat. Dalens invånare har tvingats bygga en hög mur runt hela dalen och det finns endast två portar, en mot bergen och en mot floden. Här härskar skräcken, våldet och svälten och invånarna får jobba som slavar. Ingen kommer ut eller in utan att kunna lösenordet som är "All makt åt Tengil, vår befriare".
Från Nangijala slingrar sig De Uråldriga Flodernas flod mot De Uråldriga Bergens berg där det mörka och dystra Karmanjaka ligger och där Tengil har sin borg. I Karmanjaka finns också draken Katla.

### Karmanjaka
Karmanjaka är Tengils rike uppe i De Uråldriga Bergens Berg bortom De Uråldriga Flodernas Flod. Det är ett mörkt, dystert och bergigt land som under urtiden varit hem för flera vidunder, vilka draken Katla och lindormen Karm härstammar ifrån.

### Nangilima
Nangilima är ett land bortom Nangijala och dit kommer de godhjärtade som dör i Nangijala. I Nangilima kan ingen dö, där finns ingen ondska och alla invånarna lever i harmoni.

## Inspirationskällor och tolkningar

### Bakgrund
Redan 1946 kom Astrid Lindgrens roman Mästerdetektiven Blomkvist där riddarleken mellan den Röda och Vita rosen är ett viktigt element. Även Mio, min Mio från 1954 är en sagoberättelse i fantasy-genren som utspelar sig i ett fjärran medeltida land, även om sagan är mer lyrisk än äventyrlig.
Om bokens tillkomst har Lindgren berättat flera gånger. En tågresa längs sjön Fryken söder om Torsby en vinterdag 1972 med ett fantastiskt gryningsljus gav henne impuls att skriva om ett land långt borta: "Det var en sådan där fantastisk morgon med rosa ljus över sjön – ja, det var något överjordiskt vackert, och då fick jag plötsligt en så stark upplevelse, ett slags vision av mänsklighetens gryningsljus, och då kände jag hur någonting tändes. Det här kanske det blir någonting av, tänkte jag". 
Vid ett besök på kyrkogården i Vimmerby fastnade Lindgren framför ett järnkors med texten Här vila späda bröderna Johan Magnus och Achates Phalén, döde 1860. Det gav henne inspiration att skriva en historia med två unga bröder och döden: "Då visste jag plötsligt att min nästa bok skulle handla om döden och om dessa två små bröder."
Ytterligare en impuls fick hon när hon närvarade vid en presskonferens inför filminspelningen av Emil i Lönneberga 1971 och såg hur den unge huvudrollsinnehavaren Jan Ohlsson satte sig i knäet på sin storebror Dick.
"Nationalsocialismen och bolsjevismen, de är som två skräcködlor i kamp med varandra" skrev Astrid Lindgren redan på 1940-talet i sin krigsdagbok. Andra världskriget har senare tolkats som en möjlig innebörd i berättelsen om de två vidundren från urtiden: "En lång och hemsk strid var det, men den tog slut till sist. Det kom ett skärande skrik från Katla. Det var hennes dödsskrik."

### Religiöst symbolspråk
Trots att Astrid Lindgren har beskrivits som agnostiker är några av hennes texter späckade med bibelallusioner, frälsar- och paradismyter samt religiösa livsfrågor, exempelvis berättelserna Mio, min Mio och Spelar min lind, sjunger min näktergal och sångtexten Fattig bonddräng. Även i Bröderna Lejonhjärta har en stor mängd symbolik hämtad från Bibeln och kristendomen identifierats. Boken behandlar, liksom Bibeln, livet efter detta och kampen mellan ont och gott.
Liksom i Bibelns Uppenbarelsebok och Jobs bok beskrivs draken som uteslutande ond. Draken binds i Uppenbarelseboken i 1 000 år och ingången förseglas. Drakhonan Katla är fylld av ilska efter att ha sovit i 1 000 år i en grotta, och hålls fastkedjad i en håla, som en fortsättning på Bibelns berättelse om odjuret. Bokens två odjur Katla och Karm förgör slutligen varandra, där den senare liksom Bibelns andra odjur, Leviatan i Jobs bok, har formen av en sjöorm som regerar över havet.
Liksom Kristus offrar Jonatan sitt liv, förespråkar ickevåld och jämförs med ett lejon (dock med hänvisning till Rickard Lejonhjärta) för hans mod och genomgoda hjärta. Den helige Ande är i Bibeln en hjälpare och budbärare som de kristna får som gåva, och som uppenbarar sig som en duva, och även i denna bok är den vita duvan ett hemligt tecken som utmärker den goda sidan, exempelvis Mattias. Jossi är, liksom Judas Iskariot, en förrädare, och får Katlamärket inbränt, såsom att människor ska tvingas att ta vilddjurets märke i pannan eller på högra handen, enligt Uppenbarelsebokens profetia, och att alla som inte accepterar det ska hindras från att köpa eller sälja varor.
I franska målningar från 1300–1500-talet illustreras paradiset (Edens lustgård) med körsbärsträd istället för äppelträd, och Nangijalas Körsbärsdal beskrivs i boken som ett litet paradis. I slutet av boken talar pojkarna om äppelträn och äppelblom i Nangilimas Apeldal, och Nangilima framställs som det fullbordade paradiset där ondska aldrig har eller kommer att regera.
Den dubbla himmelsfärden har fått recensenter att associera Nangijala och Nangilima till skärselden eller paradiset och himlen inom katolicismen och i Dantes Den gudomliga komedin.

### Tolkning som möjlig realistisk skildring
Berättelsen kan också läsas som en realistisk dödsskildring utan metafysiska inslag. Exempelvis formulerade journalisten Bo Lundin en tolkning, i en recension 1973, där de övernaturliga händelserna i boken bara utspelar sig i Karls feberdröm före hans död. Därefter fick Lundin ett brev från Lindgren, där hon bekräftade att det var så hon hade menat, med orden att “några metafysiska spekulationer och själavandringsteorier är det sannerligen inte fråga om”. Hon förmanade Lundin i skämtsamma ordalag: ”men säg det inte för nån, för jag vill inte att någon enda unge ska behöva avstå från att uppfatta en saga som en saga där allt kan hända.”
Lundins tolkning innebär att det enda övernaturliga inslaget i boken är att jagberättaren på okänt sätt meddelar eftervärlden sina sista drömda upplevelser. Karl dör i sin säng utan att komma till Nangijala. Landet Nangijala har Jonatan, enligt denna tolkning, hittat på för att trösta sin bror. Ljuset från Nangilima är en näradöden‐hallucination som Karl upplever när han slutligen dör i sin säng. Enligt Astrid Lindgrens privata kommentar är ljuset från Nangilima “ett medicinskt fenomen … som har med blodtrycket att göra, när det sjunker häftigt då man dör”. Bokens yttre handling slutar efter andra kapitlet. Resten av boken är den döende Karls drömmar. Den enda icke drömda händelse som skildras efter andra kapitlet är Karls död på bokens sista rad. 
Även i Dieter Matthias’ recension nedan görs en liknande tolkning baserad på Karls dagdrömmande. 
Om läsaren väljer att betrakta fortsättningen publicerad i tidningen Expressen 1974 som en kanonisk beskrivning av samma fiktiva universum som skildras i boken så är tolkningen av boken som en realistisk berättelse utan sagoinslag utesluten.

### Illustrationer
Ilon Wikland hade illustrerat flera av Lindgrens berättelser när hon fick uppdraget att förse Bröderna Lejonhjärta med bilder. Lindgren var fortfarande inte klar med berättelsen och Wikland fick rita vartefter kapitlen blev färdiga. Till den svenska upplagan ritade Wikland omslaget och ett 30-tal teckningar kom med. Som ung flydde Ilon Wikland från Estland till Sverige, och hon berättade "I många år efter kriget hade jag mardrömmar om att det var krig och jag var jagad av soldater. Att ha varit så nära kriget har hjälpt mig mycket i illustrationerna.".
Till Rabén & Sjögrens nyutgåva 2018 har konstnären Jesper Waldersten gjort illustrationerna.

## Mottagande
När boken publicerades på hösten 1973 etablerade sig Astrid Lindgren som en av de första barnboksförfattarna som belyser döden som ämne. Emellertid har hon fått kritik, å ena sidan för att ämnet är för allvarligt för att kunna beskrivas i barnböcker, å andra sidan för att det är problematiskt att beskriva döden som ett så enkelt alternativ, eftersom bröderna genom det avslutande självmordet får möjlighet att fly sina problem:
"Det finns bara ett sätt att bli fri från sjukdomen och det är att lillebror Skorpan tar Jonatan på ryggen och hoppar ner för ett stup och dör. I dödens land Nangilima blomstrar den eviga lyckan. [...] Naturligtvis vore det mig främmande att sticka ett höttande pekfinger in bland hennes hyss och påhitt, men jag kan inte låta bli att fundera över hur ett handikappat barn upplever Jonatan Lejonhjärtas dödslängtan. Griper kanske en handlingsförlamande eld omkring sig i barnets hjärta. Funderingar om livsberättigande och livskvalité." (Gunnel Enby i Aftonbladet 16 december 1973.)
"But the subjectively emotional, often ecstatic tone of Karl's firstperson narrative may make young readers uneasy; the book's preoccupation with death and its hints about transmigration of souls may be confusing; and the final, cool acceptance of suicide, too shocking." (Ethel L. Heins i Horn's Book Magazine, Boston, december 1975, s. 594–595.)
Andra kritiker ansåg att Lindgren målade sagans värld i alltför svart och vitt:
"Hade inte denna världsbild med dess romantiskt-deterministiska önskedröm passat bättre i det kalla krigets dagar? Är inte denna vackra saga om den sköna frihetskampen mot en oförklarat metafysisk ondska en förolämpning mot befrielserörelser i världen?" (Kerstin Stjärne i Arbetet 26 oktober 1973.)
"Skildringen av ondskan blir i boken oerhört schematisk och skräckfylld. Borde inte en bok som behandlar kampen mellan ont och gott noggrant och ärligt undersöka roten till det onda? [...] Ett farligt och förljuget uttalande i en tid som så klart visar upp diktaturers komplicerade politiska mönster och också svårigheten att bekämpa dem." (Barnboksgruppen i Göteborg, publicerat i Dagens Nyheter 22 december 1973.)
Å andra sidan reagerade läsarna positivt: "Det är tydligt att barn har en stor längtan efter sagor och gärna såna här lite spännande sagor. Just nu översvämmas jag med brev från barn – i olika länder – som älskar Bröderna Lejonhjärta. Aldrig har jag fått en så stark och spontan reaktion på någon bok", skriver Lindgren i ett brev 1975.
Den tyska recensenten Dieter Matthias och författaren Eva-Maria Metcalf lovordade den tröst Lindgrens positiva bild av döden kan ge. Den skrämda, döende Skorpan lär sig att använda dagdrömmande om Nangijala för att förbereda sig för döden. I det ögonblick då han säger: "Jag ser ljuset" dör han full av tillförsikt, eftersom hans dröm om Nangijala övervinner rädslan för döden och gör att han accepterar densamma. De menar att upplösningen inte ska tolkas som ett självmord, utan som ett övervinnande av rädslan för den oundvikliga döden. Boken kan uppmuntra barn, eftersom den ger ett möjligt svar på den eviga frågan om vad som kommer efter döden.

## I andra medier

### Filmatisering 1977
Huvudartikel: Bröderna Lejonhjärta (film)
Olle Hellbom hade gjort film av en mängd av Lindgrens böcker när arbetet med en filmatisering inleddes 1976. Den 11-årige Lars Söderdahl hade spelat Lillebror i filmerna om Karlsson på taket och fick rollen som Skorpan medan rollen som storebror Jonatan gick till den 25-årige skådespelaren Staffan Götestam. Inspelningen ägde rum i Brösarps backar och de blommande körsbärsträden i Körsbärsdalen var i själva verket äppelträd som försett med plastblommor i Källagårdens fruktodling som angränsar till backarna. Det ödsliga landskapet i Karmanjaka spelades in i området Þingvellir nationalpark (Tingvalla) på Island.
Statens biografbyrå gav filmen en 11-årsgräns vilket väckte debatt där även Lindgren deltog. Utbildningsminister Jan-Erik Wikström såg till att en 7-årsgräns infördes från den 1 januari 1978, Lex Lejonhjärta, men Biografbyrån sänkte inte åldersgränsen vid omgranskningen. 1989 prövade Statens biografbyrå filmen ytterligare en gång. Den fick då åldersgränsen 7 år.

### Filmatisering av Tomas Alfredson
År 2012 offentliggjordes att Tomas Alfredson ämnade filmatisera boken. Alfredson skulle stå för regin medan författaren John Ajvide Lindqvist skrev manus. Filmen skulle haft en budget på 325 miljoner kronor. Produktionen kom dock att bli otursförföljd och projektet startades om flera gånger innan Tomas Alfredsson 2022 uppgav att projektet i praktiken hade övergetts.

### Miniserie
I mars 2024 offentliggjordes planer på att producera en TV-serie som bygger på boken. Serien ska regisseras av Thomas Vinterberg och produceras av Media Res.

### Teateruppsättningar
Huvudartikel: Bröderna Lejonhjärta (teater)
- Göta Lejon, Stockholm (1987–1989)
- Länsteatern, på Gotland (2003)
- Teatersmedjan, Karlshamn (2004)
- GöteborgsOperan (2007)
- Stockholms stadsteater (2009–2010)
- Kvartersteatern Sundsvall (2013)[30]
- Kristianstads teater (2016)
- Borås stadsteater (2017-12-09 till 2018-01-13)
- Uppsala Stadsteater (2017-2018)[31]
- Västerbottensteatern (2018-2019)[32]

### Inläsningar
Astrid Lindgren läste även in sagan, och inläsningen utkom på kassettband 1988 och på CD 2002 samt 2004. Ellen Hillingsøs inläsning på danska gavs 2002 ut på CD.

## Fortsättningen
Många av läsarna skrev brev till Astrid Lindgren och bad att hon skulle skriva en bok om hur det gick för Karl och Jonatan i Nangilima. I ett öppet brev som publicerades i Expressen 1974 berättade hon hur det gick: De två bosatte sig i Mattisgården i Äppeldalen tillsammans med Mattias. Karl och Jonatan kunde nu bygga kojor, rida omkring i skogarna och sova vid lägereldar. Karl fick en egen hund, Mecke. Den onde Tengil och förrädaren Jossi hamnade inte i Nangilima utan i ett annat land som heter Lokrume (vilket för övrigt också är namnet på en socken på Gotland).

## Översättningar
1. ↑  "Men den subjektivt känslomässiga, ofta extatiska tonen i Karls personliga redogörelse kan göra unga läsare besvärade; bokens upptagenhet med döden och dess antydningar om själavandring kan vara förvirrande; och den sista, kyliga acceptansen av självmord, alltför chockerande."